# Förstlingen
FÖRSTLINGEN war die erste in Schweden gebaute Dampflokomotive. Sie wurde von Fredrik Sundler in Auftrag gegeben, der sie auf der Norbergsbana und nach Umspurung auf der Nora–Ervalla järnväg einsetzte.

## Bau der Lok
Auf Bestellung von Fredrik Sundler, dem Erbauer der Norbergsbana und der Nora–Ervalla järnväg, begann Munktells Mekaniska Verkstad in Eskilstuna 1852 mit dem Bau. Die Lokomotive wurde von Harald Asplund entworfen und in der Spurweite von 891 mm gebaut. Die erste Probefahrt auf dem Werksgelände fand am 3. Juni 1853 statt. Nach Testfahrten wurde die Lok am 6. Juni 1853 mit dem Schiff nach Västerås und dann weiter nach Trättsbo zu der im Bau befindlichen Norbergsbana gebracht. Dort gab es  am 8. August 1853 Versuchsfahrten auf einem kurzen Streckenabschnitt. Im Herbst 1853 waren etwa fünf Kilometer der Strecke fertig und am 1. Dezember beförderte FÖRSTLINGEN den ersten Erzzug.
Nachdem Fredrik Sundler seinen Auftrag bei der Norbergsbana beendet hatte, wechselte er zu seiner neuen Aufgabe als Auftragnehmer für den Bau der Nora–Ervalla järnväg. Um die Jahreswende 1853/1854 ließ er FÖRSTLINGEN über den Kanal- und Seeweg zu seinem Geburtsort Fänneslunda, nordwestlich von Ulricehamn bringen, wo sie auf Normalspur umgebaut wurde. 1854 wurde sie auf dem Seeweg nach Arboga und auf dem Landweg nach Stora Mon in der Nähe von Nora transportiert. Dieses „Wunderwerk“ erregte Aufsehen, wenn es von vier Ochsen gezogen auf besonders montierten Rädern auf der Straße rollte.
Die Lokomotive wog 33 Skeppspund (etwa 5,6 Tonnen) und konnte eine Last von 16 bis 17 Tonnen befördern. Der Rahmen bestand aus zwei genieteten Eisenplatten mit einer Zwischenlage aus Eichenholz. Zunächst war der Wassertank unter der Maschine montiert. Dies wurde später geändert, indem die Lokomotive mit einem Schlepptender versehen wurde.
FÖRSTLINGEN wurde während der Zeit des Streckenbaus verwendet und dabei ziemlich abgenutzt. Die Lok wurde nur notdürftig repariert und ab der Streckeneröffnung 1855 nur selten für Bauzüge bis 1869 benutzt, da der Verkehr auf der Strecke von der Köping–Hults järnväg bedient wurde. Inzwischen unternahm das Unternehmen mehrere vergebliche Versuche, die Lokomotive zu verkaufen. Das gelang erst 1871, als Halldins verkstad in Örebro die Lok für 800 Kronen erwarb und anschließend verschrottete. Zur damaligen Zeit erkannte niemand den kulturellen Wert, den Schwedens erste Lokomotive hatte.

## Förstlingen II

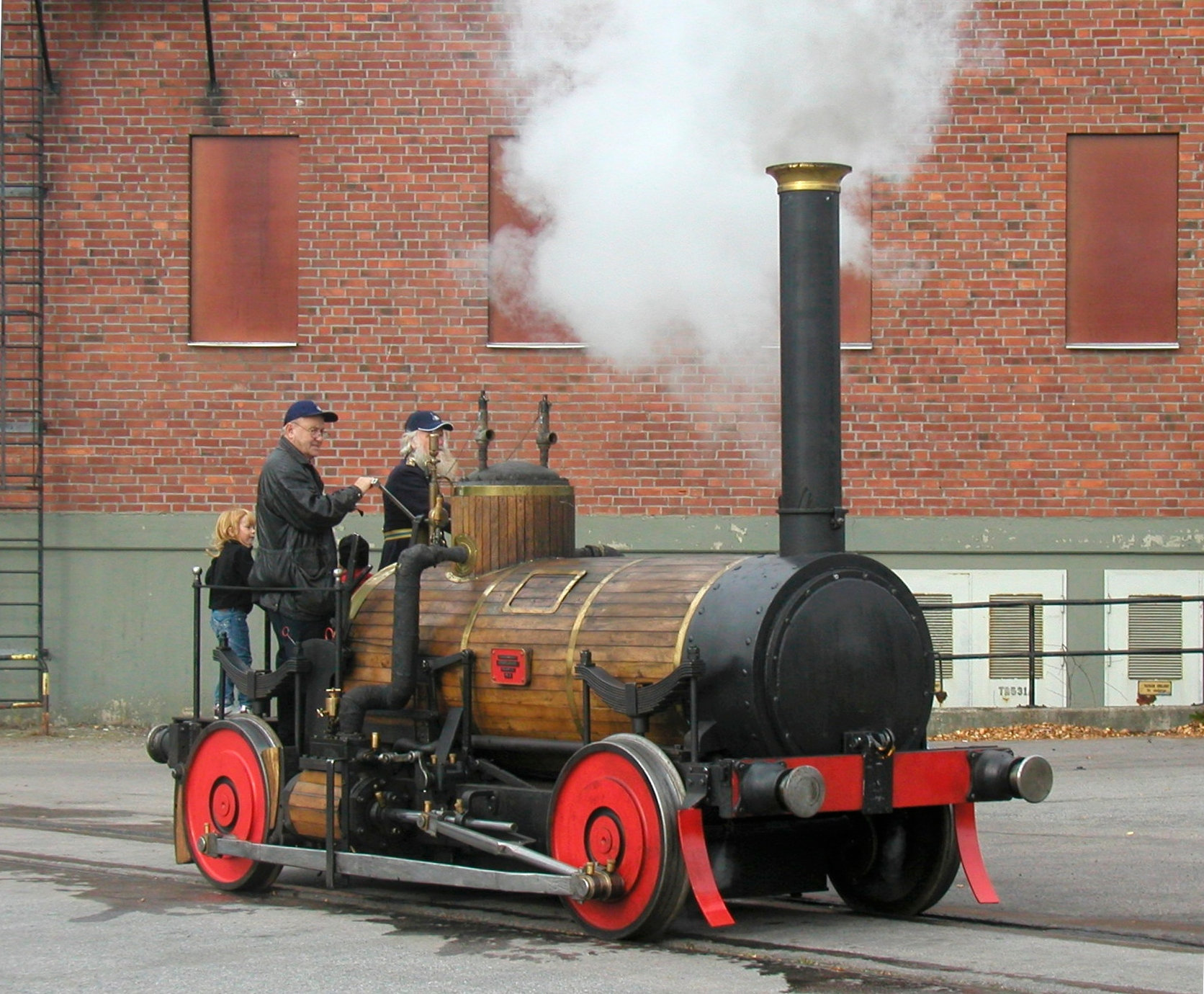
Betriebsfähige Kopie der FÖRSTLINGEN

Die Original-Zeichnungen sind verschwunden. Nach einer Baugruppenzeichnung der Lokomotive, die im Museum der Munktells Mekaniska Verkstad in Eskilstuna erhalten blieb, fertigte Bengt Ohlin alle detaillierten Zeichnungen neu an. Deshalb gibt es jetzt eine komplette Sammlung von Zeichnungen (Zusammenstellung, detaillierte Zeichnungen und Spezifikationen). Die Rekonstruktion von allen Zeichnungen war eine sehr umfangreiche Arbeit. Ohne diese Informationen wäre es unmöglich gewesen, eine Replik der Lok zu bauen. Dieser Nachbau in der Ursprungsform ohne Tender mit 1435 mm Spurweite wurde 2004 in Betrieb genommen.